# 大隈栄一

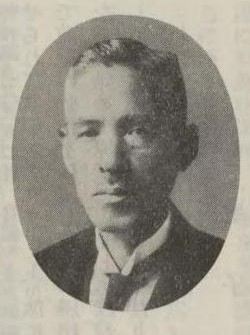
大隈栄一

大隈 栄一（おおくま えいいち、1870年9月27日（明治3年9月3日）- 1950年（昭和25年）2月5日）は、明治から昭和時代前期の実業家。オークマの創業者。

## 経歴
肥前国神埼郡出身。麺類製造の精機を発明し1896年（明治29年）専売特許をとり、1898年（明治31年）大隈麺機商会を設立する。1918年（大正7年）株式会社化し大隈鉄工所（現オークマ）を創立し社長となり製麺機のほか工作機械、銃弾製造機などを製造した。その後、1936年（昭和11年）大隈鋳工、1942年（昭和17年）旭兵器製造（現旭サナック）を設立した。1937年（昭和12年）からは1941年（昭和16年）までは帝国発明協会愛知県支部長も務めた。1950年（昭和25年）2月5日、79歳で死去。